# Giuseppe Favalli
Giuseppe Favalli (ur. 8 stycznia 1972 w Orzinuovi) – włoski piłkarz występujący na pozycji obrońcy.
Karierę piłkarską rozpoczął w Serie B, w zespole US Cremonese. Latem 1992 roku przeniósł się do S.S. Lazio, gdzie został kapitanem zespołu. W 2004 roku przeszedł do Interu Mediolan, skąd przeszedł na zasadzie wolnego transferu do Milanu. 15 maja 2010 roku rozegrał swoje ostatnie spotkanie w barwach AC Milan. Od 30 czerwca Favalli zostaje bez klubu, bowiem AC Milan nie przedłużył z nim kontraktu. 1 lipca zakończył karierę.

## Osiągnięcia
- Mistrzostwo Włoch: 2000, 2006
- Puchar Włoch: 1998, 2000, 2004, 2005, 2006
- Puchar Zdobywców Pucharów: 1999
- Superpuchar Europy: 1999
- Liga Mistrzów: 2007
- Superpuchar Włoch: 1998, 2000, 2005